# Yahya Hakki
Yahya Hakki, auch in den Schreibweisen Yahya Haqqi, Jachja Hakki, Yehia Hakki bekannt, (arabisch يحيى حقي, DMG Yaḥyā Ḥaqqiyy; * 17. Januar 1905 in Kairo; † 9. Dezember 1992 ebenda) war ein ägyptischer Schriftsteller. Aufgewachsen in Kairo, durchlief er ein Jurastudium und graduierte 1925. Wie viele andere ägyptische Autoren, z. B. Nagib Mahfuz und Yusuf Idris, arbeitete er als Beamter.
Als Schriftsteller war er sehr vielseitig: Er schrieb Kurzgeschichten, Romane, Literaturkritiken, Aufsätze und war als Übersetzer von literarischen Texten tätig. Sein berühmtestes Werk ist die Erzählung „Die Öllampe der Umm Haschim“.

## Familie und Beruf
Hakki wuchs in einer bürgerlich, muslimischen Familie im Altstadtviertel Sayyida Zainab von Kairo auf. Seine Vorfahren emigrierten aus der Türkei nach Griechenland und einer der Söhne dieser Familie, Ibrahim Hakki (gestorben 1890), Yahyas Großvater, zog im frühen 19. Jahrhundert nach Ägypten. Ibrahim Hakki arbeitete für eine gewisse Zeit in Damietta und hatte drei Söhne: Muhammad Ibrahim (Yahyas Vater), Mahmoud Taher, ebenfalls ein bekannter Schriftsteller und Herausgeber einer Zeitschrift, und Kamel.
Die Eltern von Yahya Hakki teilten ein großes Interesse an Bildung und Literatur. Es heißt sogar, dass sich der Vater eine Ehefrau gesucht hat, die lesen und schreiben konnte – für damalige Verhältnisse eher ungewöhnlich. Das Ehepaar Muhammad Ibrahim und Hanim Hessen hatten sieben Kinder: Ibrahim, Ishmael, dann Yahya, gefolgt von Zachariah, einem Mediziner, Musa, einem studierten Betriebswirtschaftler und Ökonom, Fatima, Hamza und Miriam. Hamza und Miriam starben bereits im Alter von wenigen Monaten. Viele seiner Verwandten waren Akademiker.
Yahya Hakki studierte Jura in Kairo. Sein Abschluss war so gut, dass ihm eigentlich eine Fortsetzung seiner Studien in Europa möglich gewesen wäre, nur ein negativ ausgefallener Gesundheitscheck verhinderte dies. Deshalb arbeitete Yahya Hakki zunächst als Jurist in Alexandria, bevor er 1929 die Diplomatenlaufbahn einschlug und in Jeddah, Rom, Paris und Ankara (1951–1952) diente. 1953 wurde er zum Botschafter in Libyen ernannt.
Er verließ den diplomatischen Dienst 1954, weil er in zweiter Ehe eine Französin heiraten wollte – beides schloss sich zur damaligen Zeit in Ägypten aus. 1955 wurde die Akademie der Schönen Künste gegründet, wo er bis 1958, als die Akademie geschlossen werden musste, als Direktor arbeitete. In der folgenden Zeit wurde er Abteilungsleiter im Kulturministerium und Mitarbeiter in der General Egyptian Book Organization in Kairo. 1959 kündigte er dort und wurde Lektor einer Zeitschrift.
Bei der Kulturzeitschrift Al-Magalla war er von 1962 bis 1970 als Chefredakteur beschäftigt; dies war eine gefährliche Position, da er permanent mit der Zensur im nasseristischen Ägypten konfrontiert war. Sein Anliegen, Nachwuchsautoren zu fördern und sich für sie einzusetzen, machte die Arbeit nicht leichter.

## Person
Yahya Hakki galt als überaus höflicher, intelligenter, zurückhaltender und unparteiischer Mensch. Seine geringe Körpergröße sowie ein unter dem Arm geklemmter Stock wurden zu seinem Markenzeichen.
Hakki war im Laufe seines Lebens in verschiedenen Gruppen tätig: Während seines Studiums war er Mitglied einer Juristengruppe. Schon schloss er sich einem Zirkel von Schriftstellern an, die sich regelmäßig im Café Al-Fann (dt.: Die Kunst) trafen.
Oft war er zwischen seiner ägyptischen Herkunft und seinen türkischen Wurzeln zwiegespalten, wobei er die Ansicht vertreten haben soll, dass Ägypten und die Türkei nicht zueinander passen würden. Er kritisierte die Ägypter als wehrloses Volk unter osmanischer Besatzung und wollte sie zum Nachdenken anregen, gab allerdings zu, dass, wenn man ihn wie eine Orange auspressen würde, kein türkischer Tropfen herauskäme.
1944 heiratete er Nabila, die Tochter eines angesehenen Rechtsanwalts und Diplomaten aus einer ägyptisch-englischen Familie. Doch schon drei Monate später erkrankte seine Frau. Zunächst verlor sie ihr Augenlicht, nach zehn Monaten starb sie, und dies trotz Behandlung mit Penicillin. Yahya Hakki traf dieser Schicksalsschlag sehr hart und er widmete seiner gestorbenen Frau einen Artikel mit dem Titel „Der Tod traf Nabila“ in der Zeitschrift Al-Thakafa (der Kultur). Erst zehn Jahre später heiratete er erneut die angesehene Künstlerin Jeanne Marie, die er in Frankreich kennengelernt hatte. Die Beziehung dauerte bis zu seinem Tod im Jahr 1992 an.

## Schriftstellerische Karriere
Sein schriftstellerisches Werk umfasst den Roman „Guten Morgen“, die berühmte Erzählung „Die Öllampe der Umm Haschim“, sehr viele Kurzgeschichten, von denen einige in vier Anthologien veröffentlicht wurden, sowie journalistische Arbeiten, darunter viele Literaturkritiken. Seine erste Kurzgeschichte erschien 1925. Diesem Literaturstil schenkte er zeitlebens eine zentrale Aufmerksamkeit. In der Kurzgeschichte fand er für sich die geeignete Form, eine bestimmte Lebensphilosophie auszudrücken und Humanität als die zentrale Tugend zu verteidigen.
Heute wird Hakki als Begründer der arabischen Kurzgeschichte und des arabischen Romans betrachtet. Sabri Hafez bezeichnet Hakki als Pionier der Kurzgeschichte und als experimentellen Autor was Form und Stil angeht. Die meisten Literaturkritiken loben zudem Hakkis Sprachgenauigkeit und seine realitätsnahen Beschreibungen.
Sein Entschluss, sich in den 60er Jahren von der Schriftstellerei zurückzuziehen, wurde allgemein als mutiger Schritt bewertet. Er konzentrierte sich ganz auf feuilletonistische Beiträge, in denen er sich kritisch und pointiert mit der Rolle der Literaturkritik auseinandersetzte. So begann er später auch Filmkritiken zu schreiben, dabei konnte er von seiner Erfahrung mit dem europäischen Kino während seiner Stationen im diplomatischen Dienst zehren.
Als Übersetzer arbeitete Hakki an bekannten Werken wie „Der Schachspieler“ von Stefan Zweig und „Baltagul“ von Mihail Sadoveanu. Er beteiligte sich auch an der Übersetzung von „Doktor Schiwago“ von Boris Pasternak.

### Sein Werk: „Die Öllampe der Umm Haschim“
Die Erzählung schildert die Geschichte eines jungen Ägypters, der zum Medizinstudium nach Europa geht. Bei seiner Rückkehr in die dörfliche Umgebung wird er mit der Augenerkrankung seiner Verlobten konfrontiert. Während er auf westliche Behandlungsmethoden zurückgreift, versuchen die Verwandten das Leiden mit geweihtem Öl aus einer Moschee zu lindern. Daran entspinnt sich ein ausführlich gezeigter Konflikt, in welcher Weise moderne, westliche Technologie mit einer traditionellen Kultur arabischer Prägung kompatibel ist – eine bis heute hoch aktuelle Problematik.
Durch diese Erzählung wurde Hakki berühmt, denn er war einer der Ersten, der sich dieser Thematik annahm und bei ihrer Umsetzung sowohl sprachlich, als auch stilistisch neue Maßstäbe für die arabische Literatur setzte.

### Rezensionen zu „Die Öllampe der Umm Haschim“
„Hakkis Erzählung ist ein charakteristisches Beispiel des sogenannten Orient-Okzident-Romans, des arabischen Pendants zum deutschen Bildungsroman.“

„Die Novelle behandelt ein wesentliches, existenzielles Thema der zeitgenössischen arabischen Literatur: die Zerrissenheit zwischen ›Orient und Okzident‹, die Verunsicherung durch westliche Lebensweise und Technologie“

„…seine Schlüsselerzählung…, die einfühlsam und psychologisch glaubwürdig den quälenden Kulturkonflikt zwischen Orient und Okzident am Beispiel eines jungen Ägypters deutlich macht.“

## Werke (Auswahl)

### Belletristik
- „Qindil Umm Haschim, Die Öllampe der Umm Haschim“ (Erzählung), 1944 (dt.-arab. Edition Orient 1981, ISBN  978-3-922825-00-5; dt. Edition Orient 2019, ISBN 978-3-922825-84-5)
- „Sah an-naum, Guten Morgen“ (Erzählung), 1955 (Auszüge auf dt. in: „Farahats Republik“, Der Olivenbaum 1980, ISBN 978-3-922825-12-8)
- „Dima' Wa Teen“, Blut und Lehm (Erzählung), 1955
- „Om Al'awagiz“, Die Mutter der Hilflosen, 1955
- „Antar und Juliette“, 1960
- „Al Bostagi“ (Der Briefträger), 1968
- „Der Truthahn“ (dt. in LISAN Nr. 5, Basel 2008)
- „I htigag“ (Protest)*„Aqrab Affandi“ (Herr Scorpion)
- „Tanawa'at Al Asbab“ (Mittel verändern sich)
- „Qessa Fi Ard'hal“ (Eine Geschichte in einer Petition)
- „Iflass Khatibah“ (Der Bankrott eines Ehestifters)
- „Al Firash Al Shaghir“ (Das leere Bett)

### Essays/Sachtexte
- „Die Frühzeit der ägyptischen Erzählkunst“, 1960
- „Schritte in der Kritik“, 1960
- „Ein Lied für die Einfachheit“, 1973

### Autobiographie
- „Vertrau auf Gott“, 1956

## Verfilmungen
Vier seiner Werke wurden bisher verfilmt:
- „Al Bostagi“ (Der Briefträger)
- „Qindil Umm Haschim“ (Die Öllampe der Umm Haschim)
- „Immraa wa Radgul“ (Frau und Mann)
- „Iflass Khatibah“ (Der Bankrott eines Ehestifters)

## Auszeichnungen
- 1969 ägyptische Staatspreis für Literatur
- 1983 Ehrendoktorwürde der Al-Minya Universität in Ägypten
- 1990 internationale König Faisal Auszeichnung für Kultur für sein erzählerisches Werk

## Sekundärliteratur
- Samir Wahby: A Critical Evaluation of the Writings of Yahya Haqqi. Kairo 1965 (M. A. Thesis American University in Cairo 1965).
- M. M. Badawi: The Lamp of Umm Hashim: The Egyptian Intellectual between East and West. In: Journal of Arabic Literature. Vol. 1, 1970, ISSN 0085-2376, S. 145–161, (Erneut in: M. M. Badawi: Modern Arabic Literature and the West (= Oxford Oriental Institute Monographs 6). Ithaca Press, London 1985, ISBN 0-86372-044-7, S. 83–97).
- Susan A. Gohlman: Women as Cultural Symbols in Yaḥyā Ḥaqqī's „Saint's Lamp“. In: Journal of Arabic Literature. Vol. 10, 1979, S. 117–127.
- Katrina McLean: Poetic Themes in Yaḥyā Ḥaqqī's „Quindil Umm Haschim“. In: Journal of Arabic Literature. Vol. 11, 1980, S. 80–87.
- Rotraud Wielandt: Das Bild der Europäer in der modernen arabischen Erzähl- und Theaterliteratur (= Beiruter Texte und Studien 23). Orient-Institut der Deutschen Morgenländischen Gesellschaft u. a., Beirut u. a. 1980, ISBN 3-515-03106-5, S. 386 ff.
- Miriam Cooke: The anatomy of an Egyptian intellectual. Yahya Haqqi. Three Continents Press, Washington DC 1984, ISBN 0-89410-395-4.
- Muhammed Siddiq: „Deconstructing“ The Saint's Lamp. In: Journal of Arabic Literature. Vol. 17, 1986, S. 126–145.
- Tarek Heggy: Culture, Civilization and Humanity. Frank Cass, London u. a. 2003, ISBN 0-7146-5554-6, S. 128.
- Sabry Hafez: The Modern Arabic Short Story. In: M. M. Badawi (Hrsg.): Modern Arabic Literature. Cambridge University Press, Cambridge u. a. 1992, ISBN 0-521-33197-8, S. 270–328, hier S. 304.
- Sabry Hafez, Catherine Cobham (Hrsg.): A Reader of Modern Arabic Short Stories. Saqi Books, London 1988, ISBN 0-86356-191-8, S. 147–148.
- J. Brugman: An Introduction to the History of Modern Arabic (= Studies in Arabic Literature 10). Brill Publishers, Leiden 1984, ISBN 90-04-07172-5, S. 263–268.